# NGC 406
NGC 406 is een spiraalvormig sterrenstelsel in het sterrenbeeld Toekan. Het hemelobject ligt ongeveer 61 miljoen lichtjaar (18,8×106 parsec) van de Aarde verwijderd en werd op 3 november 1834 ontdekt door de Britse astronoom John Herschel.

## Synoniemen
- PGC 3980
- ESO 51-18
- IRAS01057-7008